# Tour Lesdiguières
La tour Lesdiguières est une tour située à Selonnet, en France.

## Localisation
La tour est située sur la commune de Selonnet, dans le département français des Alpes-de-Haute-Provence.

## Historique
L'édifice est inscrit au titre des monuments historiques en 1984.